# Улица (Середино-Будский район)

Улица (укр. Улиця) — село,
Знобь-Трубчевский сельский совет,
Середино-Будский район,
Сумская область,
Украина.
Код КОАТУУ — 5924481705. Население по переписи 2001 года составляло 21 человек .

## Географическое положение
Село Улица находится на берегу реки Уличка (в основном на правом),
выше по течению на расстоянии в 3 км расположено село Белоусовка.
На расстоянии в 2 км расположены сёла Кудоярово и Карпеченково.
К селу примыкает большой лесной массив (сосна, берёза).
В 2-х км проходит граница с Россией.

## История
Точное время основания села неизвестно. В ходе Генерального следствия о маетностях Нежинского полка 1729–1730 гг., жители Улицы показывали, что их село было поселено слободою на земле Трубецкой волости, на месте, где «издавна была пустошь», с позволения князя Меншикова его управляющим Иваном Семёновичем Софоновым.
Если это действительно так, то это случилось в промежутке между 9 июлем 1709 года, когда Ямпольская волость была пожалована сподвижнику Петра I генерал-фельдмаршалу А.Д. Меншикову, и 15 июнем 1712 года, когда слободка Улица впервые упоминается в жалобе «панеи Васильевой Кочубеевой» к гетману Скоропадскому: «Сафониев самовольно осадил слободу в грунте Трубецком, от грунта купленного «у отченников Знобовских».
Вскоре после основания Улицы её присоединили к Ямпольской волости и до 8 апреля 1728 года она находилась во владении князя Меншикова, а после его ссылки за казнокрадство в город Берёзов Тобольской губернии была «отписана Его Императорскому Величеству».
11 июля 1740 года императрица Анна Иоанновна повелела организовать на Украине конный завод и передала ему в полное ведение ранее принадлежавшие князю Меншикову «города Батурин и Ямполь, со всеми к нему принадлежащими местечками, слободами, сёлами, деревнями». Среди них, вероятно, была и Улица.
После ликвидации конного завода Улица была возвращена Её Императорскому Величеству и 10 ноября 1764 года пожалована ею вместе с другими населёнными пунктами Ямпольской волости в вечное и потомственное владение известному дипломату и государственному деятелю России действительному тайному советнику Ивану Ивановичу Неплюеву.
В его владении село находилось до 11 ноября 1773 года, после чего перешло по наследству к его младшему сыну – тайному советнику и сенатору Николаю Ивановичу Неплюеву (12.05.1731 – 24.05.1784), который на момент описания Новгород-Северского наместничества (1779–1781 гг.) владел в ней 49 дворами, 50 хатами и одной мельницей о 2 колах на реке Уличке. На то время в селе проживали 53 обывателя со своими семьями, которые земледелием занимались мало, из-за недостатка пахотной земли, а прибыль получали от изготовления бочек и других бондарных изделий.
После смерти Николая Ивановича Неплюева Улицу унаследовал его старший сын – тайный советник Иван Николаевич Неплюев (26.03.1750 – 6.07.1823), а от него она перешла к его сыну – полковнику Ивану Ивановичу Неплюеву.
21 декабря 1851 года Иван Иванович подарил Улицу своей дочери Наталье Ивановне Неплюевой (1826 – 5.08.1856), а от неё она перешла по наследству к её мужу Карлу Людвиговичу Шуленбургу и детям: Ивану и Марии.
Накануне отмены крепостного права, в 1859 году, в Улице числилось 36 дворов, в которых проживало 105 мужчин и 117 женщин. Большинство из них жили бедно, испытывали притеснения со стороны помещичьих управляющих и весной-летом 1859 года выступали против выполнения барской повинности и переселения в другие населённые пункты.
После смерти К.Л. Шуленбурга принадлежавшие ему владения в Улице унаследовал его сын Иван Карлович Шуленбург (7.05.1850 – 16.06.1891), а от него они перешли к его второй жене Елизавете Дмитриевне Шуленбург (? – 1898) и сыну Сергею (20.05.1875 – ?).
Издавна, ещё до образования Новгород-Северского наместничества, в Улице функционировала православная Михайловская церковь деревянной постройки, которая обслуживала прихожан трёх населённых пунктов: Улицы, Белоусовки и Стягайловки. Однако по весне, когда река Уличка выходила из берегов, жители Белоусовки и Стягайловки не могли её пересечь и были лишены возможности попасть в церковь. По этой причине в начале 50-х годов позапрошлого века церковь перенесли в Белоусовку.